# Diplomática

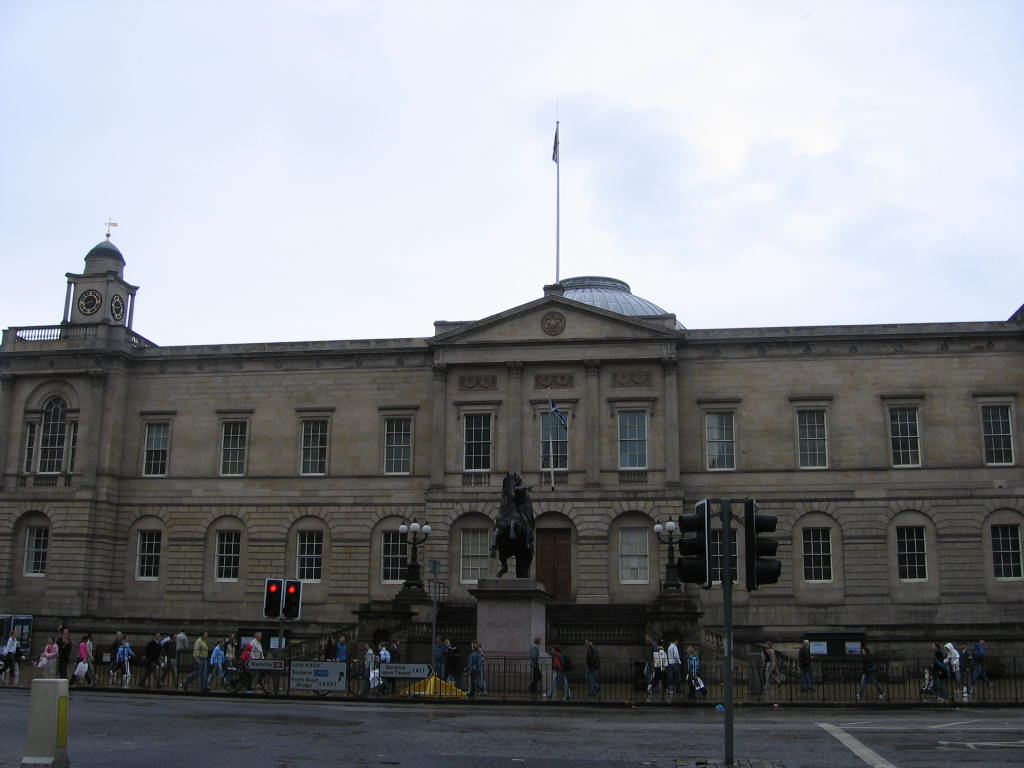
Arquivo Nacional da Escócia. Os Arquivos são os lugares de atuação dos profissionais da Diplomática e da Arquivística

Diplomática é uma  disciplina voltada para o estudo das estruturas formais de documentos solenes, isto é, oriundos de atividade governamental ou notarial. A Diplomática é parente da arquivística, designada como tipologia documental; arquivística é sinônimo de arquivologia. À diplomática cabe a difícil tarefa de análise de autenticidade documental, com base em elementos formais, como o fundo paleográfico e a estrutura ou fórmula jurídica do documento. Sua origem pode ser remontada ao século XVII, embora a diplomática atualmente contribua em outros pontos essenciais da análise documental, tendo por fito principal a normatização de práticas de catalogação de espécies documentais.

## História da Diplomática
A diplomática foi inventada por padres jesuítas da França por volta do ano 1643, na tentativa de avaliar a autenticidade de documentos antigos da Santa Sé. Hagiografias, Diplomas e outros documentos  foram expostos à análise escrupulosa dos clérigos, que refutaram grande parte deles como sendo autênticos. Uma resposta vinda por parte dos padres beneditinos ao método empregado pelos jesuítas culminou na publicação da primeira grande obra de diplomática da História, De Re Diplomatica, Libri VI, de 1681. O autor, Jean de Mabillon, tentou normatizar a maneira pela qual os documentos eram lidos e a forma de se estabelecer autenticidade, valendo-se de técnicas da paleografia e do Direito Eclesiástico.

### O Documento
Nos arquivos, centros de atuação dos profissionais da diplomática e da arquivística, o documento nasce com caráter de documento. Essa informação não é óbvia, se olharmos para o que se chama de “documento historiográfico”, por exemplo. Para os historiadores, até vasos de cerâmica podem ser considerados documento, mesmo que não tenham sido concebidos com essa função comprobatória. Quem lhes atribui o estatuto de documento são os pesquisadores. Assim, é correto dizer que o caráter documental é congênito nos arquivos. Em geral, espera-se que o documento prove algo, e deve servir como base de comprovação de medidas jurídico-administrativas, nos arquivos públicos. Sua acumulação se dá por um processo natural, uma vez que a papelada emitida deve ser guardada para efeito prático por um determinado tempo. O ciclo de vida dos documentos, ou a idade dos documentos, é matéria de estudo dos arquivistas. A forma de conceituar documento tem sofrido transformações graças às mudanças ocorridas no campo das ciências humanas, sobretudo na história.
Documento vem do latim documentum, derivação do verbo docere, ensinar. Nesse sentido, o documento ensina sobre algo. Seu significado logo passou a ser o de prova, sendo document (francês para documento) um termo popular na tradição jurídica francesa do século XVII. Apenas no século XIX o documento passa igualmente a ser categoria histórica, na perspectiva da escola (grosso modo) positivista. Sua natureza (oficial e escrita) é destacada pelos primeiros teóricos da História. Esse fato é importante, pois as mudanças na concepção de documento histórico também influenciaram as mudanças na concepção do documento em si. A Revolução Historiográfica da Escola dos Anais no século XX fez com que o documento pudesse ser "qualquer coisa passível de nos ensinar sobre a ação humana no tempo": imagens, objetos e símbolos, por exemplo. Ao mesmo tempo, com o desenvolvimento de novas tecnologias de registro, cada vez mais os arquivos públicos e privados passam a incorporar vídeos, fotos, pinturas e gravações. Hoje, a arquivística lida com uma gama variada de suportes documentais, enquanto a diplomática, devido a suas peculiaridades, trabalhe na maior parte das vezes com suportes tradicionais.

#### Ciclo de Vida dos Documentos
Um documento nasce como vestígio de uma atividade jurídico-administrativa. Devido ao seu caráter de documento, ele deve ser guardado por determinado tempo para provar a decisão pela qual foi criado. Esse tempo primário, quando o documento pode ter valor primário, normalmente se dá num Arquivo de Gestão, gerido pelo administrador responsável pela organização que o produziu. Em outras palavras, a instituição que gera o documento, normalmente é a mesma que o acumula. Num segundo momento, após um intervalo de em média 5 anos, esse documento poderá ir para um arquivo Intermediário, quando seu valor pode ser tanto primário quando secundário. Após cerca de 50 anos, é provável que esse documento seja mandado para um arquivo histórico, onde adquirirá valor secundário. A maior parte dos documentos não chegam até o arquivo histórico, e podem ser descartados quando seu uso já não mais interessa; esse interesse é medido pelo tempo em que o documento possa interessar para comprovar algum procedimento jurídico, por exemplo.

## Princípios Fundamentais da Arquivística
São quatro os princípios fundamentais da arquivística, associados aos estudos diplomáticos e tipológicos: princípio de unicidade, segundo o qual cada documento é único, embora possa ser seriado; de organicidade, ou seja, que os elementos internos do documento revelam sua natureza em relação à instituição criadora, sua função e atividades; de proveniência, quer dizer, que a origem dos documentos os faz diferentes entre si; o de indivisibilidade, isto é, que não deve haver perda nem acréscimo indevido ao documento que é inteiro em si.

## Diplomática e Tipologia Documental
A diplomática é responsável pela análise da espécie documental. Quase todo ato administrativo gera um documento de natureza jurídica, que condiciona seus aspectos formais, também por razões de autenticidade. É importante lembrar que um ato administrativo não se encerra aí: ele costuma gerar um fato administrativo, que é a realização do que demanda seu conteúdo. Os aspectos formais do documento são analisados pela Diplomática, de forma que possa ser avaliado em relação à sua verdadeira natureza. Seu campo normalmente se limita à questão da autenticidade, da contextualização (a partir da data tópica e cronológica, da instituição de origem) e da estrutura formal.
A Tipologia Documental se ocupa de séries documentais, analisando o que se chama de “lógica orgânica dos conjuntos documentais”.  Estabelece uma relação entre a espécie documental e seu tipo, em última instância uma especificação realizada a partir do conteúdo.

### Elementos Internos, Externos e Intermediários
Uma categorização mais especializada dos elementos no documento pode ajudar a compreender o trabalho da diplomática e/ou da arquivística. Um documento possui características internas, ou seja, seu conteúdo, seu âmago que lhe atribui significação (em outras palavras, o que “diz” o documento); e características externas, como o suporte material (papiro, papel, etc.), seu espaço, sua forma (disposição de seus elementos internos), seu gênero (audiovisual, textual, sonoro, informático etc), a escrita. Os elementos intermediários são a espécie e o tipo, o primeiro atuando como fator de credibilidade e modelo, adequado de acordo com o que se quer dizer. O Segundo, servindo em larga medida como uma especificação do primeiro, dentro da atividade de sua produção.

#### Categorias Documentais
Categorias documentais são as categorias em que são organizados os documentos de acordo com o conteúdo de representatividade jurídica neles contidos. Podem ser discriminados em: dispositivos, testemunhais ou probatórios e informativos. Os documentos dispositivos são divididos em trê subgrupos, os documentos dispositivos normativos, que são aqueles que manifestam a vontade de autoridades eminentes que deve ser obedecida imediatamente, os documentos dispositivos de ajuste, que envolvem pactos entre partes distintas, e os documentos dispositivos de correspondência, que determinam o cumprimento do dispositivo normativo. Os documentos testemunhais são responsáveis por informar sobre o cumprimento dos documentos dispositivos. Os documentos informativos ampliam a informação acerca de outros documentos, sendo opinativos ou enunciativos.

## Prática da Diplomática

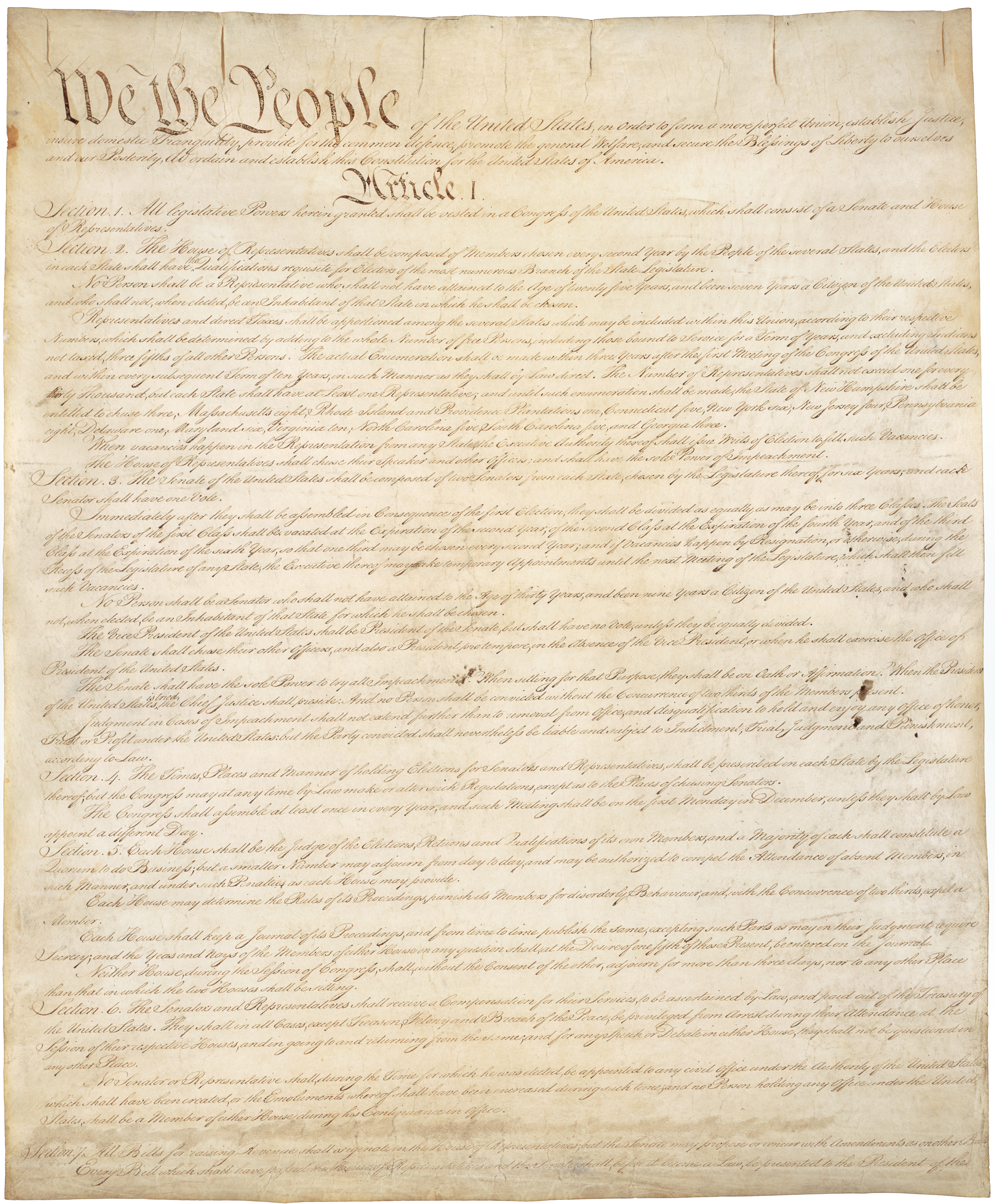
A Constituição dos Estados Unidos pode ser analisada com base nas categorias da diplomática. Na Primeira Página, há uma titulação ("Nós, o povos dos Estados Unidos") e uma notificação. O corpo do texto estabelece os dipositivos e as sanções. Ao final, na quarta página, encontramos as datas (ex:17 de setembro de 1789) e assinaturas.

A Prática da Diplomática consiste na análise diplomática e na tipologia. O profissional deve decodificar o documento em suas diferentes partes constitutivas: protocolo inicial, texto e protocolo final. O protocolo inicial contém, normalmente, a invocatio (invocação; ex: “Em nome de Deus”), a intitulatio (titulação; ex: O Presidente da República) e a inscriptio (direção). O texto traz um preâmbulo, uma notificatio (notificação), a narratio (narrativa), a dispositio (dispositivo) e a sanctio, ou sanção. O protocolo final, última parte do documento, traz a data, o lugar e a assinatura do responsável.
A partir das diferenças na disposição desses elementos e no conteúdo do documento pode-se concluir a espécie documental, por exemplo, alvará, carta, ata, constituição, fatura, etc.
A constituição, por exemplo, é específica por conter em seu corpo normas que digam respeito à organização e constituição dos poderes do Estado, e os deveres e direitos dos cidadãos. Já uma Moção, é definida por seu caráter de posicionar uma proposta a ser votada em assembléia. Já a Circular é direcionada a vários destinatários com um mesmo conteúdo, tendo por objetivo informar um grande número de pessoas que partilham interesse comum.

### Análise diplomática: um caso
Uma análise diplomática de um Decreto-lei brasileiro pode facilitar a compreensão das atividades anteriormente expostas. Um decreto é, na categoria documental, um documento diplomático dispositivo de natureza normativa. Em si, ele é uma espécie documental. Pode revogar, criar ou modificar leis existentes, e pode ser emitido pelo poder judicial, legislativo ou executivo. O caso específico do decreto-lei pressupõe que ele tenha sido determinado pelo poder executivo, certamente em regime de exceção (ditaduras), sem consulta do legislativo. A seguinte estrutura formal pode ser identificada para todos os documentos dessa espécie: protocolo com título (decreto, data e número) e titulação (cargo da autoridade); Texto precedido por uma "consideração"; Protocolo final, com data tópica, cronológica e assinatura da autoridade responsável. No exemplo escolhido:
DECRETO-LEI N. 58, DE 10 DE DEZEMBRO DE 1937 [TITULO]
O Presidente da República dos Estados Unidos do Brasil[TITULAÇÃO], usando a atribuição que lhe confere o artigo 180 da Constituição:
Considerando o crescente desenvolvimento da loteação de terrenos para venda mediante o pagamento do preço em prestações[CONSIDERAÇÃO];
(...)
Rio de Janeiro[DATA TÓPICA], 10 de dezembro de 1937; 116 da independência e 49 da República.[DATA CRONOLÓGICA]
Getúlio Vargas.[ASSINATURA]